# William Byrne
Pour les articles homonymes, voir Byrne.
William Byrne (Londres, 1743 — Londres, 1805) est un graveur de paysage britannique.
Graveur prolifique, il est connu pour son habileté en perspective aérienne et la beauté des finitions du ciel. Il a eu cinq enfants, Mary (en), Anne Frances, Letitia (en), Elizabeth (d) et John (en), tous artistes.

## Biographie
William Byrne naît à Londres en 1743.

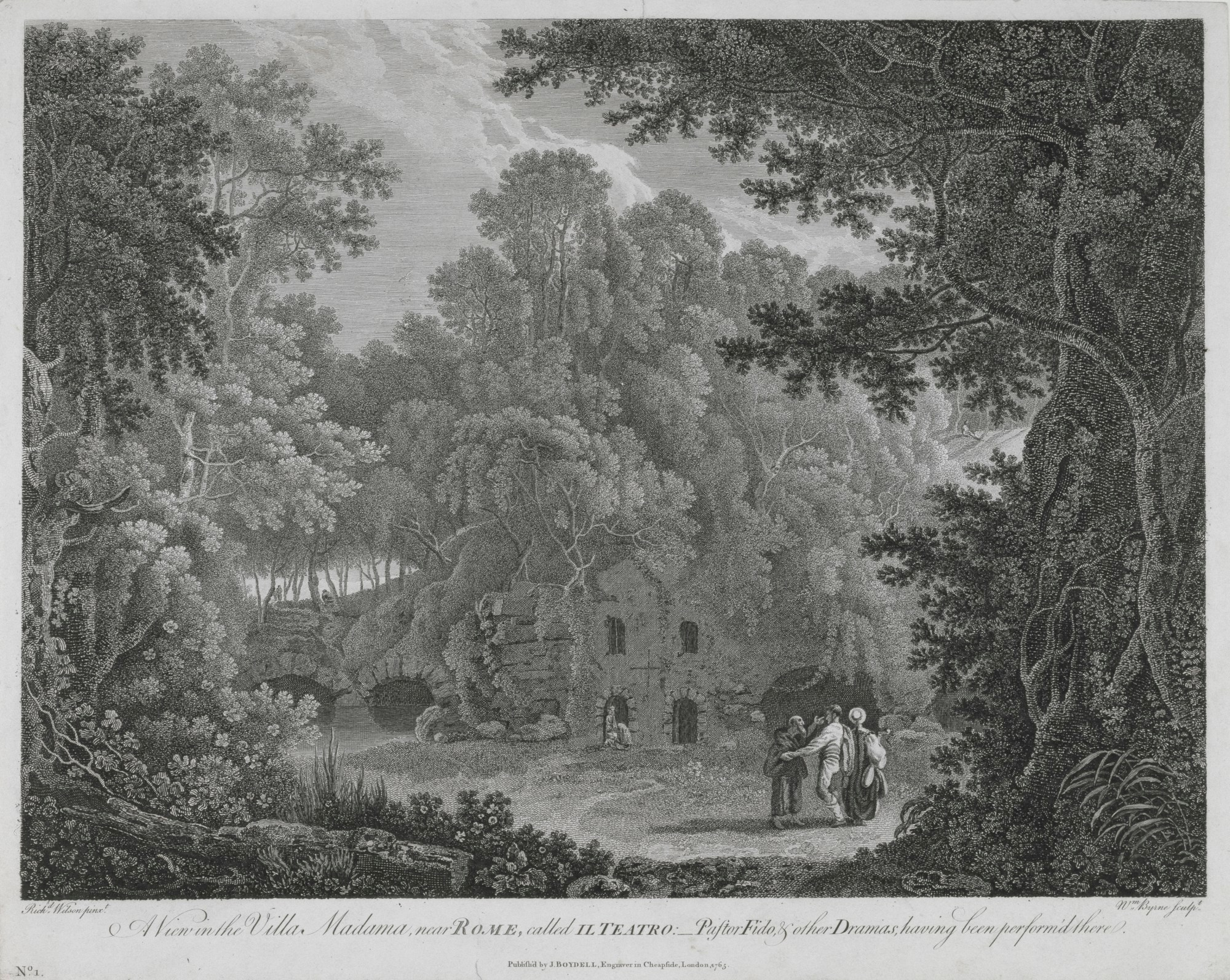
A View in the Villa Madama near Rome, estampe avec laquelle Byrne obtient la médaille de la Society of Arts en 1765 (Royal Academy of Arts, Londres).

Il étudie auprès de son oncle irlandais, graveur d'armes à Birmingham,. Il remporte en 1765 la médaille de la Society of Arts pour une plaque de la Villa Madama, d'après Richard Wilson,. Encouragé, il étudie la gravure de paysage et se rend à Paris — la meilleure école de gravure de l'époque — et devient l'élève de François-Germain Aliamet puis de Jean-Georges Wille,,.
Membre de l'Incorporated Society of Artists à son retour en Angleterre, il étudie la gravure d'après nature, trouve son style et expose à Suffolk Street entre 1760 et 1780,. En 1769, il est employé par l'éditeur John Boydell pour travailler sur A Collection of Prints, Engraved after the Most Capital Paintings in England (« Une collection d'estampes, gravées d'après les plus importantes peintures d'Angleterre »).
Byrne a un fils, John (en) (1786-1847), et quatre filles : Mary (en) (1766-1845), qui a épouse l'artiste peintre James Green (en) (1771–1834), Anne Frances (1775-1837), Letitia (en) (1779-1849) et Elizabeth (d) (1784-1849) — tous sont devenus artistes,. On ne connaît pas l'identité de leur mère, mais on sait que William Byrne s'est de nouveau marié en 1792 avec Marianne Francotte.
Ses élèves, parmi lesquels John Landseer — et lors de ses dernières années, ses propres enfants — sont employés à graver les plaques, tandis qu'il se contente de faire les finitions.
William Byrne meurt à Titchfield Street, Londres, le 24 septembre 1805, et est enterré à l'église St Pancras,.

## Œuvre

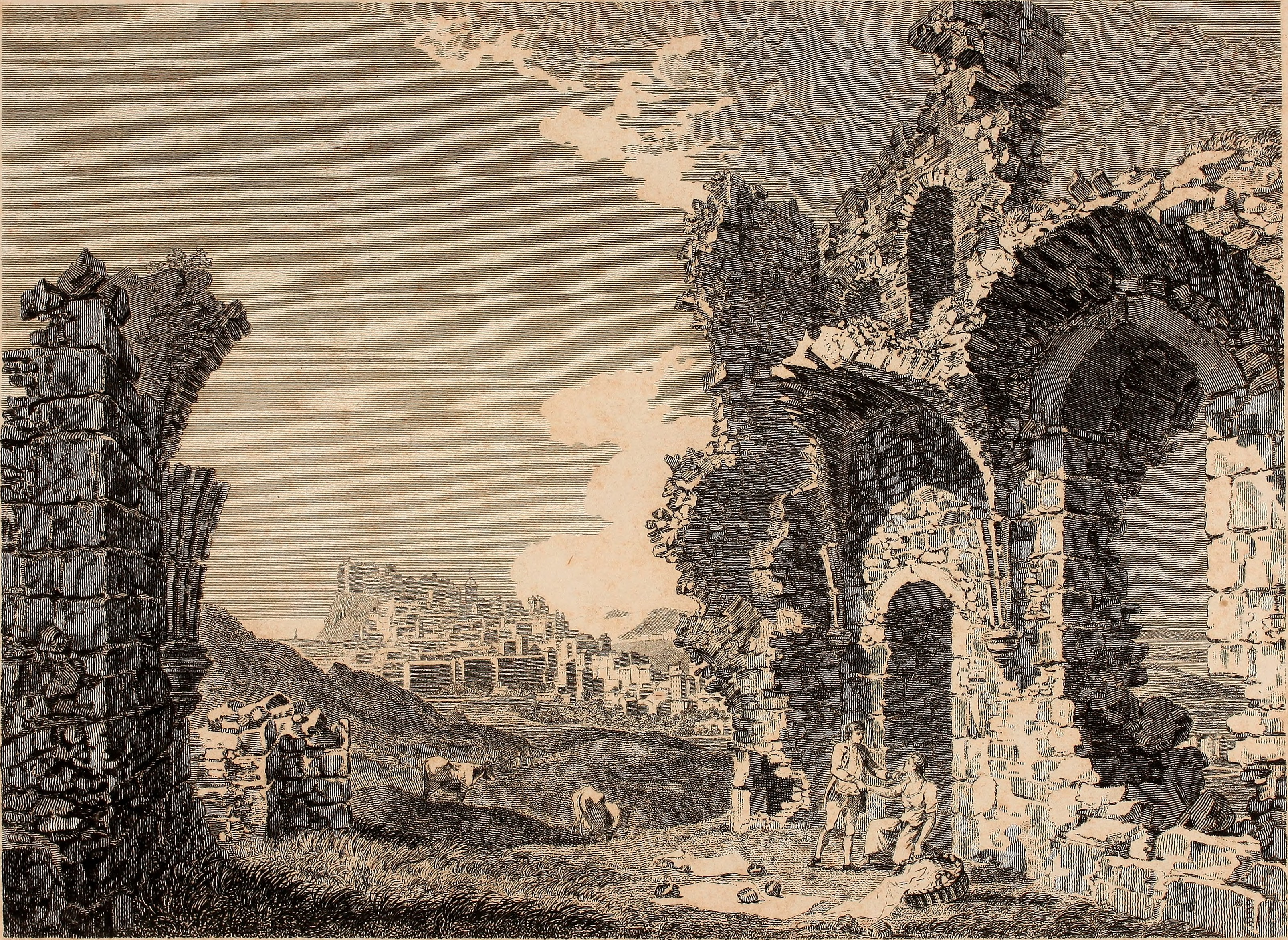
Antiquities of Great Britain (1807, d'après Thomas Hearne).

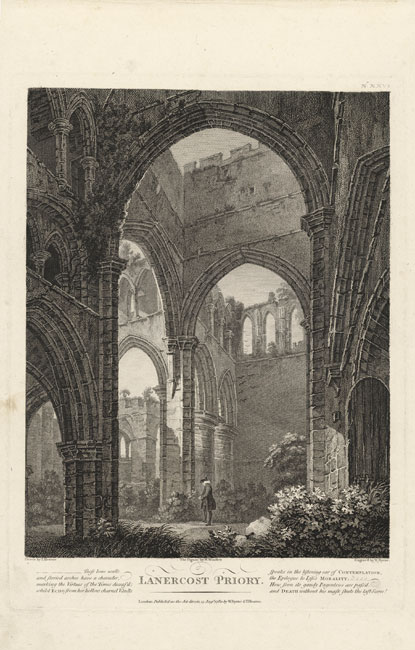
Lanercost Priory (1780).

William Byrne a eu une production abondante,. Ses œuvres montrent beaucoup d'habileté en perspective aérienne et de beauté dans la finition du ciel,. Michael Bryan considère qu'il fait partie des « éminents graveurs de paysage » d'Angleterre.
Parmi elles, les plus notables seraient,, :
- Villa Madama, d'après Richard Wilson (médaille de la Society of Arts en 1765)
- The Death of Captain Cook (« La mort du capitaine Cook »), d'après Richard Wilson (figures par Francesco Bartolozzi)
- The Waterfall of Niagara (« Les chutes du Niagara »), d'après Richard Wilson
- The Antiquities of Britain (« Les antiquités de la Grande-Bretagne »), d'après Thomas Hearne (en) (2 vol. : 1786 et 1897)
- The View of the Lakes of Cumberland and Westmoreland (« La vue des lacs de Cumberland et de Westmorland »), d'après Joseph Farington
- Apollo watching the Flocks of King Admetus (« Apollon surveillant les troupeaux du roi Admète »), d'après Filippo Lauri
- The Flight into Egypt (« La fuite en Égypte »), d'après Le Dominiquin
- Scenery of Italy (« Paysage d'Italie »), d'après Francis Smith[Qui ?]
- Evening, a landscape (« Paysage de soir »), d'après Claude Gelée
- Abraham and Lot quitting Egypt (« Abraham et Lot partant d'Égypte »), d'après Francesco Zuccarelli (figures par Francesco Bartolozzi)
- Evening (« Soir »), d'après Both[Lequel ?] (figures par Francesco Bartolozzi)
- A Sea-piece (« Marine »), d'après Claude Joseph Vernet
- Two Views of Leuben, in Saxony (« Les deux vues de Leuben-Schleinitz »), d'après Christian Wilhelm Ernst Dietrich